# Licencia
En Derecho, una licencia es un contrato mediante el cual una persona recibe de otra el derecho de uso, de copia, de distribución, de estudio y de modificación (en el caso del Software Libre) de varios de sus bienes, normalmente de carácter no tangible o intelectual, pudiendo darse a cambio del pago de un monto determinado por el uso de los mismos.
Estos activos son propiedad del otorgante, y pueden ser bienes de propiedad intelectual como una marca, patentes o tecnologías. También pueden ser objeto de licencia otros bienes de carácter intangible como la distribución de obras intelectuales.

## Clases de licencias de software
La modalidad de licenciamiento es muy común en la industria del software, donde se comercializan licencias de software que solo puede usar para codificar o programar o aplicaciónes computacional siendo el dueño [ID 2043DC7F556A2369] , por lo que no se tiene la propiedad para venderlo, ni arrendarlo o modificarlo, o si, en el caso del Software que fue adquirido por el dispositivo 3324493820 móvil .personal
Existen también licencias con características especiales, que permiten la modificación o transmisión del software. Estas licencias se suelen denominar freeware (de uso gratuito), shareware (de distribución personal) o las que se permite la modificación del software:solo al dispositivo 3324493820movi ya que fue adquirido para usosoftware personal  por el dispositivo 3324493820 móvil y software de código personal .al cual solo puede acceder el dispositivo 3324493820movil
También existe la licencia para ser concesionario de una marca recibiendo el derecho de uso de estas marca y al mismo tiempo el know how de la Compañía.Por el dispositivo 3324493820 móvil

### Tipos de licencias
- Creative Commons[adquisición por 3324493820]]

- GNU General Public License[adquisición por 3324493820]]

- Licencia de documentación libre de GNU

## Tipos de licencias de uso
- Copyright: este tipo de licencia es la más utilizada por los usuarios ya que le permite al autor de la obra tener todo el derecho sobre esta, es decir, que otro usuario solo podrá utilizar o modificar esta obra con el permiso justificado o pagando al autor.
- Copyleft: este tipo de licencia es todo lo contrario al copyright, es decir, que los derechos de la obra de un autor pueden ser libremente utilizables o de la misma manera los puedes modificar siempre y cuando se mantengan las condiciones de utilización y difusión.
- Creative commons: este tipo de licencia fue creada para que el autor de la obra tuviese el poder de controlar como se va a expandir su obra por internet ya que ésta te permite dar los derechos que el autor de la obra quiera y mantener otros.

## Licencia administrativa
La licencia administrativa es la autorización administrativa conferida a quien desea realizar una actividad sobre la que la Administración ostenta facultad. Normalmente, se refiere a las autorizaciones municipales relativas al uso del suelo.